# Lola la trailera
Lola la trailera és una pel·lícula mexicana de 1983, protagonitzada per l'actriu Rosa Gloria Chagoyán, de gran popularitat a Mèxic i els Estats Units durant la dècada dels 80. Centrada en la història d'una dona conductora d'un camió de remolc i la seva lluita contra els narcotraficants. El seu director va ser Raúl Fernández Fernández.

## Argument
Lola (Rosa Gloria Chagoyán) és filla d'un trailero (Miguel Manzano) dedicat al transport de productes. Quan aquest es nega a utilitzar el seu tràiler per a passar de contraban drogues per la frontera per a una banda de narcotraficants, és assassinat per ells. La policia no ajuda a esclarir el crim perquè la major part d'ells són corruptes i es troben en vinculació amb els delinqüents. Lola hereta el tràiler i comença a treballar en ell, al mateix temps que tracta de venjar la mort del seu pare, fent-se d'una arma per a això. El seu únic aliat és Jorge (Rolando Fernández López), qui és un policia que treballa encobert per a tractar de capturar als càrtels de la droga i de qui Lola s'enamora.

## Repartiment
- Rosa Gloria Chagoyán  - Lola Chagano
- Rolando Fernández  - Jorge Stander, detectiu encobert
- Irma Serrano - Flor de Lotos / Alondra
- Emilio Fernández  - guardaespatlles de Leoncio
- Edna Bolkan - Noia de Leoncio
- Milton Rodríguez - Leoncio Cardenas, senyor de la droga
- María Cardinal - Noia de Leoncio
- Carmelina Encinas - Noia de Leoncio
- Miguel Manzano - Pare de Lola
- Roberto Cañedo  - Cap de detectius de la policia
- Ricardo Carrión  - Conductpr de tràiler
- Ismael Rojas - Guardaespatlles de Leoncio

## Valor cultural
Si bé ha rebut algunes crítiques per tractar-se d'una pel·lícula de baixa qualitat, Lola la Trailera va gaudir d'alta difusió tant a Mèxic com els Estats Units. En aquest últim cas, el públic estatunidenc la va conèixer a través de la seva difusió als Videoclubs. Amb una inversió original de prop de $150,000 dòlars, va recaptar a Mèxic al voltant de $672,479,413.00 pesos, mentre que entre el públic hispano estatunidenc va recaptar 2.5 milions de dòlars, el que la va convertir en la pel·lícula més taquillera de la història del cinema mexicà.
Lola la Trailera marca l'inici del gènere de pel·lícules basades en el tema del narcotràfic, però al mateix temps retrata una història que esdevé en la frontera Mèxic-Estats Units el que en una certa manera reflecteix la identitat nacional mexicana en contraposició amb la cultura i la vida estatunidenques.
El personatge de Lola, a més, posseeix un caire de reivindicació feminista ja que destaca per fer el treball tradicionalment masculí de conduir tràilers (camions), al mateix temps que adquireix el caràcter de personatge d'acció per usar armes i vèncer als vilans. Per això, també, arriba a ser vista en l'àmbit popular i, a vegades, en un to jocós, com una espècie de súper heroïna mexicana.

## Seqüeles i posteriors aparicions
Aquesta cinta va tenir dues continuacions més: El secuestro de Lola (Lola la Trailera 2), estrenada el 1986 i El gran reto (Lola la Trailera 3) del 1991.
El personatge de Lola també va aparèixer l'any 2008 a Central de abasto (sèrie de televisió), interpretada per la mateixa actriu Rosa Gloria Chagoyán. També va aparèixer a No se aceptan devoluciones.